# Motte di Volpego
Motte di Volpego [mòte di volpègo]) so skupina naravnih otočkov v Beneški laguni v Jadranskem morju, nasproti naselja Fusina na obalnem delu Benetk. Upravno spada pod italijansko deželo Benečija (pokrajina Benetke).
V beneščini motta pomeni grič, volpego pa pomeni lov na lisice (volpe je lisica), kar dokazuje, da je današnje otočje le ostanek mnogo večjega ozemlja, na katerem se je normalno odvijal lov. Ko je propadla Beneška republika. ki je stoletja skrbela za vzdrževanje in melioracijo lagune, je bilo območje prepuščeno naravnim dejavnikom, predvsem subsidenci, ki je s časom pogreznila pod morsko gladino velike predele lagune. Nedaleč od teh otočičev, ki danes sestavljajo Motte di Volpego, je do 16. stoletja stal otok, na katerem je bil (verjetno leta 1013) sezidan samostan. Pozneje je bil dograjen pristan in zavetišče za mornarje in potnike, ki so se tu ustavljali. Po samostanu je dobil otok ime San Marco in Boccalama. Ni znano, kdaj je bil zapuščen in natančno kdaj se je pogreznil.